# 岐阜県立岐阜盲学校
岐阜県立岐阜盲学校（ぎふけんりつ ぎふもうがっこう）は、岐阜県岐阜市北野町にある公立盲学校。

## 概要

### 学部
- 小学部
- 中学部
- 高等部
  - 普通科
  - 保健理療科
  - 専攻科（高等学校卒業者が対象）
    - 理療科（修業年限3年）

### 教育目的
- 障害を乗り越え、互いに助け合い、明朗で、たくましく生きる力を身につけ、社会に貢献できる児童生徒を育成する。

## 沿革
- 1894年（明治27年） - 岐阜聖公会訓盲院として設立
- 1940年（昭和15年） - 岐阜県に移管し、岐阜県立岐阜盲学校に改称する
- 2003年（平成15年） - 現在地に移転

## 部活動

### 運動系
- 陸上部
- 柔道部
- 球技部
- デジタルピストル部

### 文化系
- パソコン部
- 茶道部
- 箏曲部
- 点字部
- 理療研究部
- 囲碁将棋オセロ部
- 音楽部

## アクセス
- 岐阜バス 「北税務署前」より北へ徒歩約5分

## 著名な卒業生
- 中嶋茜（ロンドンパラリンピック女子ゴールボール金メダル）